# Lotta Röpcke
Lotta Röpcke (* 23. Januar 2004) ist eine deutsche Handballspielerin. Sie steht seit 2023 beim Bundesligisten VfL Oldenburg unter Vertrag.

## Karriere

### Im Verein
Lotta Röpcke begann ihre Karriere beim HC Leipzig und stieg zur Saison 2020/21 in die erste Mannschaft des Vereins auf, welche in der 2. Bundesliga antrat. Nach drei Spielzeiten in Leipzig entschied sie sich für einen Wechsel in die Bundesliga und schloss sich zur Saison 2023/24 den VfL Oldenburg an. Im zweiten Saisonspiel konnte sie beim 33:20-Sieg gegen den Buxtehuder SV ihr erstes Tor in der Bundesliga erzielen.

### In Auswahlmannschaften
Röpcke nahm mit der Jugend-Nationalmannschaft an der U17-Europameisterschaft 2021 teil und gewann die Silber-Medaille. 2022 nahm sie an der U18-Weltmeisterschaft teil und belegte mit Deutschland den 10. Platz. Anschließend lief sie für die Juniorinnen-Nationalmannschaft auf, mit der sie den elften Platz bei der U-19-Europameisterschaft 2023 sowie den neunten Platz bei der U-20-Weltmeisterschaft 2024 belegte.

## Privates
Lotta Röpcke hat eine ältere Schwester namens Lilli, welche ebenfalls als Handballerin für den HC Leipzig gespielt hat. Seit 2023 spielt sie beim Bundesligisten SV Union Halle-Neustadt.